# Hyaloseta
Hyaloseta es un género de hongos en la familia Niessliaceae. Es un género monotípico, cuya única especie es Hyaloseta nolinae.